# Abbee Goldstein
Abbee Goldstein (* um 1950) ist eine US-amerikanische Filmproduzentin und Filmschaffende, die 1989 gemeinsam mit Matia Karrell für einen Oscar nominiert war.

## Biografie
Goldstein, über deren Werdegang wenig bekannt ist, trat 1980 erstmals im Filmbereich in Erscheinung. Sie arbeitete als Produktionsassistentin bei dem komödiantischen Horrordrama Dr. Heckyl und Mr. Hype mit Oliver Reed in der Titelrolle, in dem ein unansehnlicher, aber liebenswerter Arzt sich in einen schönen, aber eingebildeten und rücksichtslosen Mann verwandelt. Diese Aufgabe erfüllte Goldstein auch in dem Abenteuerfilm Timerider – Das Abenteuer des Lyle Swann (1982). In der Titelrolle verkörperte Fred Ward einen Motocrossfahrer, der durch ein wissenschaftliches Experiment versehentlich eine Zeitreise antritt und im Wilden Westen des Jahres 1875 landet. Daran schlossen sich verschiedene Aufgaben in Fernsehproduktionen an. Für die Filmkomödie Mannequin arbeitete Goldstein 1987 als Assistentin des Set-Dekorateurs. Eine altägyptische Jungfrau wird in Gestalt einer Schaufensterpuppe in der Gegenwart wiedergeboren und macht gemeinsam mit einem verträumten Möchtegern-Künstler ein nicht wettbewerbsfähiges Kaufhaus für die Kunden wieder attraktiv.
Für den Kurzfilm Cadillac Dreams trat Goldstein 1988 erstmals als Produzentin in Erscheinung. Gemeinsam mit der Regisseurin des Films Matia Karrell produzierte sie den Kurzfilm. Im Film geht es um zwei Brüder, von denen einer Drogendealer und der andere drogenabhängig ist, und deren Träume von vornherein zum Scheitern verurteilt sind. Eine Oscarnominierung war der Lohn für die Arbeit der beiden Frauen. Die Trophäe ging jedoch an Dean Parisot und Steven Wright und ihren Film The Appointments of Dennis Jennings. Der Film zeigt einen Tagträumer, eben Jennings, der sich Hilfe von einem Psychiater erhofft, aber das Gegenteil findet. Im selben Jahr entstanden auch die Filme Remote Control und Dead Heat, für die Goldstein die Produktion koordinierte. In dem Sci-Fi-Film Remote Control entdeckt ein Angestellter einer Videothek zufällig in einem Science-Fiction-Film aus den 50er-Jahren, dass Außerirdische planen, mittels einer Gehirnwäsche, die Erde zu übernehmen. In dem Thriller Dead Heat entdecken zwei Zivilpolizisten, dass eine Gangsterbande, die sie im Visier haben, aus Zombies besteht, die von einem skrupellosen Arzt und dessen Handlanger wiederbelebt wurden.

## Filmografie (Auswahl)
- 1980: Dr. Heckyl und Mr. Hype (Dr. Heckyl and Mr. Hype; Produktionsassistent)
- 1982: Timerider – Die Abenteuer des Lyle Swann (Timerider: The Adventure of Lyle Swann; Produktionsassistent)
- 1983: Eyes of Fire (Koordinator Produktion)
- 1986: Slow Burn (Fernsehfilm; Koordinator Produktion)
- 1987: Mannequin (Assistent des Set-Dekorateurs)
- 1988: Cadillac Dreams (Kurzfilm; Produzent)
- 1988: Remote Control (Koordinator Produktion)
- 1988: Dead Heat (Koordinator Produktion)
- 1989: Im Tresor ist die Hölle los (Disorganized Crime)
- 1990: Applejuice (Meet the Applegates)

## Auszeichnung
- Oscarverleihung 1989: Nominierung gemeinsam mit Matia Karrell für und mit dem Film Cadillac Dreams in der Kategorie „Bester Kurzfilm“